# Comuna Voinici, Zaharivka
Voinici (în ucraineană Войничеве, transliterat: Voinîceve) este o comună în raionul Frunzivka, regiunea Odesa, Ucraina, formată din satele Bohdanove Perșe, Diordiești și Voinici (reședința).

## Demografie
Componența lingvistică a comunei Voinici
     Ucraineană (76,96%)
     Română (21,12%)
     Alte limbi (1,19%)
Conform recensământului din 2001, majoritatea populației comunei Voinici era vorbitoare de ucraineană (76,96%), existând în minoritate și vorbitori de română (21,12%).

## Vezi și
- Românii de la est de Nistru